# Nyctemera burica
Nyctemera burica là một loài bướm đêm thuộc phân họ Arctiinae, họ Erebidae.